# MechaGodzilla
MechaGodzilla (jap. メカゴジラ, Mekagojira) ist ein Kaiju aus dem Tōhō-Filmstudio. Er ist eines der wenigen Monster, wenn auch in unterschiedlichen Formen, welches in allen drei Filmstaffeln von Godzilla auftaucht.

## Name
Der Name MechaGodzilla besteht aus zwei Bestandteilen: Erstens Mecha, was sich vom englischen Wort mechanical ableitet und übersetzt mechanisch bedeutet bzw. der Bezeichnung Mecha für einen Roboter. Der zweite Teil, nämlich Godzilla, hat dieselbe Herkunft und Bedeutung wie beim Monster Godzilla selbst.

## Beschreibung
MechaGodzilla, die mechanische Version von Godzilla, taucht im Lauf der Zeit in insgesamt 5 verschiedenen Formen auf. Vom Design her ist dieser Roboter nahe an Godzilla angelegt, was sich auch an Merkmalen, wie beispielsweise der Größe widerspiegelt. Alle Versionen haben gemeinsam, dass sie von Kopf bis Fuß mit den unterschiedlichsten Waffen ausgestattet sind.

## MechaGodzilla I bzw. Konga
Seinen ersten Auftritt hatte MechaGodzilla im Film King Kong gegen Godzilla von 1974, hier noch von einer expandierenden außerirdischen Rasse erschaffen, um damit die Menschheit zu vernichten. Außer Waffen wie Laserstrahlen und versteckten Geschützen im Körper verfügt er über Triebwerke in den Füßen, die ihm erlauben, zu fliegen. Ebenso kann er seinen Kopf für einen Rundumblick nutzen und eine Art Schutzschild entstehen lassen. In der deutschen Synchronisation des Films wird das Monster, wie der Filmtitel vermuten lässt, häufig als King Kong bezeichnet.

## MechaGodzilla II
Bereits 1 Jahr später tauchte im Film Die Brut des Teufels, schon die 2. Version von MechaGodzilla auf. Nachdem das Vorgängermodell im letzten Film von Godzilla und King Caesar besiegt wurde, bauten die verbliebenen Außerirdischen mit Hilfe von Dr. Shinzo Mafune den gigantischen Roboter wieder auf. Erneut wird das Monster auf die Menschheit losgelassen.
MechaGodzilla II besitzt dieselben Fähigkeiten wie sein Vorgänger, welche allerdings verbessert wurden. Die größte Erneuerung ist das Gehirn, welches Dr. Shinzo Mafune eingesetzt hat. Dadurch kann MechaGodzilla II autonom kämpfen und denken. Allerdings ist dieses Gehirn an seine Tochter Katsura Mafune gekoppelt, daher ist der Roboter auf die körperliche Unversehrtheit von Katsura Mafune angewiesen. Am Ende des Films wird er erneut von Godzilla besiegt.

## MechaGodzilla/Super MechaGodzilla
Im Film von 1993 Godzilla gegen MechaGodzilla II taucht eine weitere Version von MechaGodzilla auf. Er wird nur als MechaGodzilla bezeichnet und ist eine Hommage an seine Vorgänger. Im Film wird das mechanische Monster als Waffe gegen Godzilla von der G-Force konstruiert. Somit steht dieser MechaGodzilla erstmals auf der Seite der Menschheit.
Gesteuert wird er von mehreren Menschen in einem Cockpit, welches sich im Kopf des Roboters befindet. Zudem kann er sich mit dem Kampfroboter Garuda (welcher auch von der G-Force erschaffen wurde) verbinden und so zum verbesserten Super MechaGodzilla werden.
Godzilla kann ihn zum Ende mit der Hilfe von Rodan komplett vernichten.
In einem Computerspiel kommt noch eine Version von MechaGodzilla vor. Dieser besitzt einen längeren Hals, dickere Beine und einen eigenartigen Schwanz. Seine Waffen sind Arm- so wie Schulter-Kanonen und eine nukleare Plasma-Kanone in der Brust. Außerdem kann dieser Roboter sich extrem schnell fortbewegen.

## MechaGodzilla III bzw. Kiryu
Der letzte MechaGodzilla der Filmreihe taucht erstmals im Film Godzilla against MechaGodzilla von 2002 auf. Sein Name Kiryu bedeutet Maschinendrache. Er wird aus dem Skelett des ersten Godzillas von 1954 erschaffen. Der Geist, welcher noch in den Knochen haust, übernimmt zeitweise den Roboter und entwickelt ein Eigenleben.
Im Film von 2003 Godzilla: Tokyo SOS taucht der schwer beschädigte Kiryu erneut auf. Er wird repariert und in den Kampf gegen Godzilla und Mothra geschickt. Am Ende des Films wird diese Version von MechaGodzilla endgültig zerstört. Der Geist des 1954er Godzillas übernimmt zum Ende die Kontrolle über den Roboter und stürzt sich mit Godzilla genau in die Meeresstelle, wo er im Jahr 1954 starb. Damit rettet er seinen Artgenossen.

## Black MechaGodzilla
Diese spezielle Version von MechaGodzilla kommt nur in der Serie Godzilla Island vor. Er sieht genau so aus wie der MechaGodzilla von 1993, mit dem Unterschied, dass er schwarz ist. Er kämpft zunächst gegen andere Monster. Später verbündet er sich mit Konga (welcher auch in der Serie vorkommt) gegen die friedlichen Monster der Insel.

## MechaGodzilla (MonsterVerse)
Im Film Godzilla vs. Kong taucht der erste US-amerikanische MechaGodzilla auf. Hier wird MechaGodzilla von Apex Cybernetics mit dem Ziel erschaffen, alle Titanen, allen voran Godzilla zu eliminieren. Gesteuert wird dieser durch telepathische Fähigkeiten, wozu ein menschlicher Bediener, sowie ein Schädel von Monster Zero (King Ghidorah) nötig waren. Durch die Verkabelung des Schädels entstand ein Supercomputer, in welchem der Pilot sitzt und die Aktionen des Mechas gezielt steuert. Ein Teil von Ghidorah wurde auch in Mechagodzilla als Empfänger verarbeitet, sodass die telepathische Verbindung mit dem Supercomputer gewährleistet ist. Im Verlauf wird Mechagodzilla mit Energie aus der Hohlerde versorgt, welche jedoch so stark ist, dass das Bewusstsein von Ghidorah vollstens wiedererwacht und die Kontrolle über den Roboter übernimmt. Somit ist diese Version eine Kombination aus menschengemacht und außerirdischer Herkunft (Ghidorahs Einfluss). Als Waffen verwendet dieser MechaGodzilla unter anderem einen roten Hitzestrahl sowie einen Bohrer im Schwanz. Auch vom Aussehen unterscheidet sich die amerikanische Version von der japanischen Vorlage. Dieser MechaGodzilla hat rotleuchtende Augen, fällt deutlich schlanker sowie wendiger aus und wirkt skelettartig.

## Filme
- 1974: King Kong gegen Godzilla
- 1975: Die Brut des Teufels
- 1993: Godzilla gegen MechaGodzilla II
- 1997–1998: Godzilla Island
- 2002: Godzilla against MechaGodzilla (2002)
- 2003: Godzilla: Tokyo SOS
- 2018: Ready Player One (Cameo-Auftritt)
- 2021: Godzilla vs. Kong